# Khoèo khớp
Bệnh khoèo khớp (AMC) diễn tả một tình trạng co rút khớp bẩm sinh ở hai hay nhiều vùng trên cơ thể. Tên bệnh trong y khoa của nó là arthrogryposis, bắt nguồn từ tiếng Hy Lạp, nghĩa đen là "sự cong của các khớp" ( arthron , "khớp"; grȳpōsis , dạng tiếng Latinh muộn của grūpōsis trong tiếng Hy Lạp muộn , "móc câu").
Trẻ sinh ra với một hoặc nhiều khớp bị co cứng có sự xơ hóa bất thường của mô cơ gây rút ngắn cơ, và do đó không thể thực hiện động tác gập duỗi chủ động ở khớp hoặc các khớp bị ảnh hưởng.
AMC đã được chia thành ba nhóm: bất sản cơ, khoèo khớp ngoại biên và khoèo khớp trong hội chứng. Khoèo khớp được xác định bởi sự co rút khớp nặng và yếu nhược cơ nặng. Khớp khoèo ngoại vi ảnh hưởng chủ yếu đến bàn tay và bàn chân. Các loại khoèo khớp ở bệnh lý thần kinh hoặc cơ nguyên phát thuộc nhóm hội chứng.

## Dịch tễ học
Bệnh khoèo khớp là một bệnh lý hiếm gặp. Một số tác giả đã nói tỷ lệ lưu hành tổng hợp là một trên 3.000  còn một số tác giả khác đưa ra tỷ lệ này là một trong 11.000–12.000 trong số các ca sinh ra còn sống trong khu vực châu Âu. Bàn chân khoèo bẩm sinh là chứng co rút đơn lẻ phổ biến nhất và tỷ lệ lưu hành là 1/500 trẻ sinh ra sống.